# Ajlun (província)

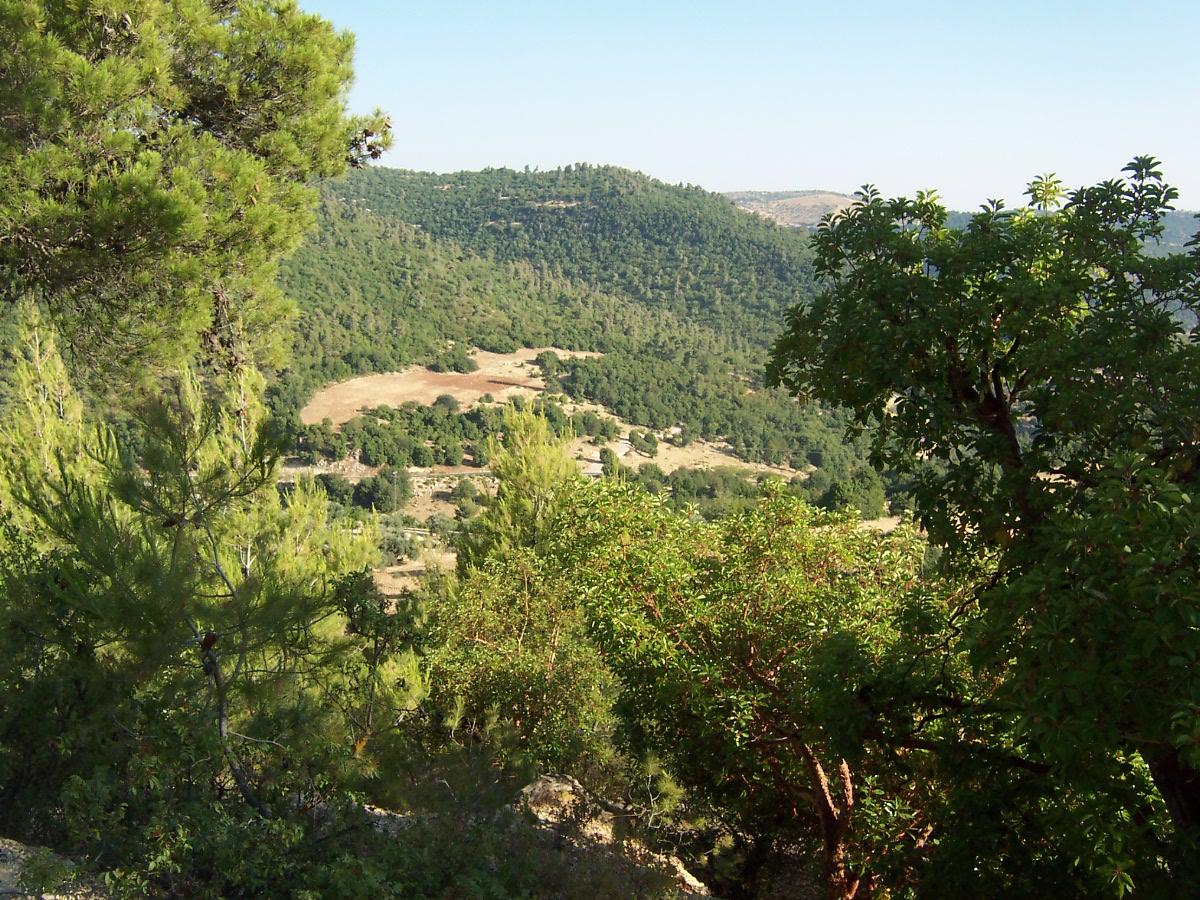
Montanhas de Ajlun

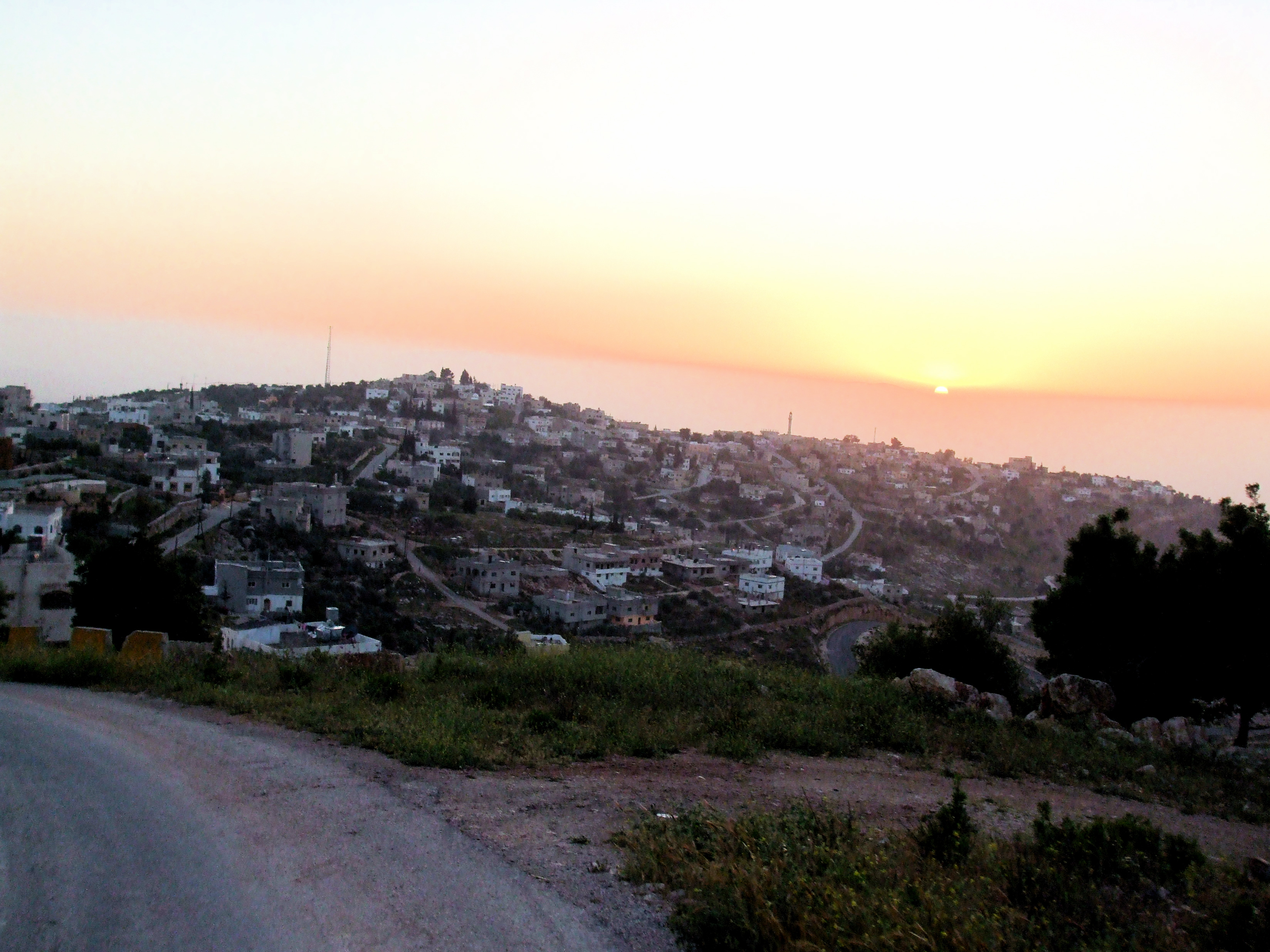
Cidade de Al Wahadina

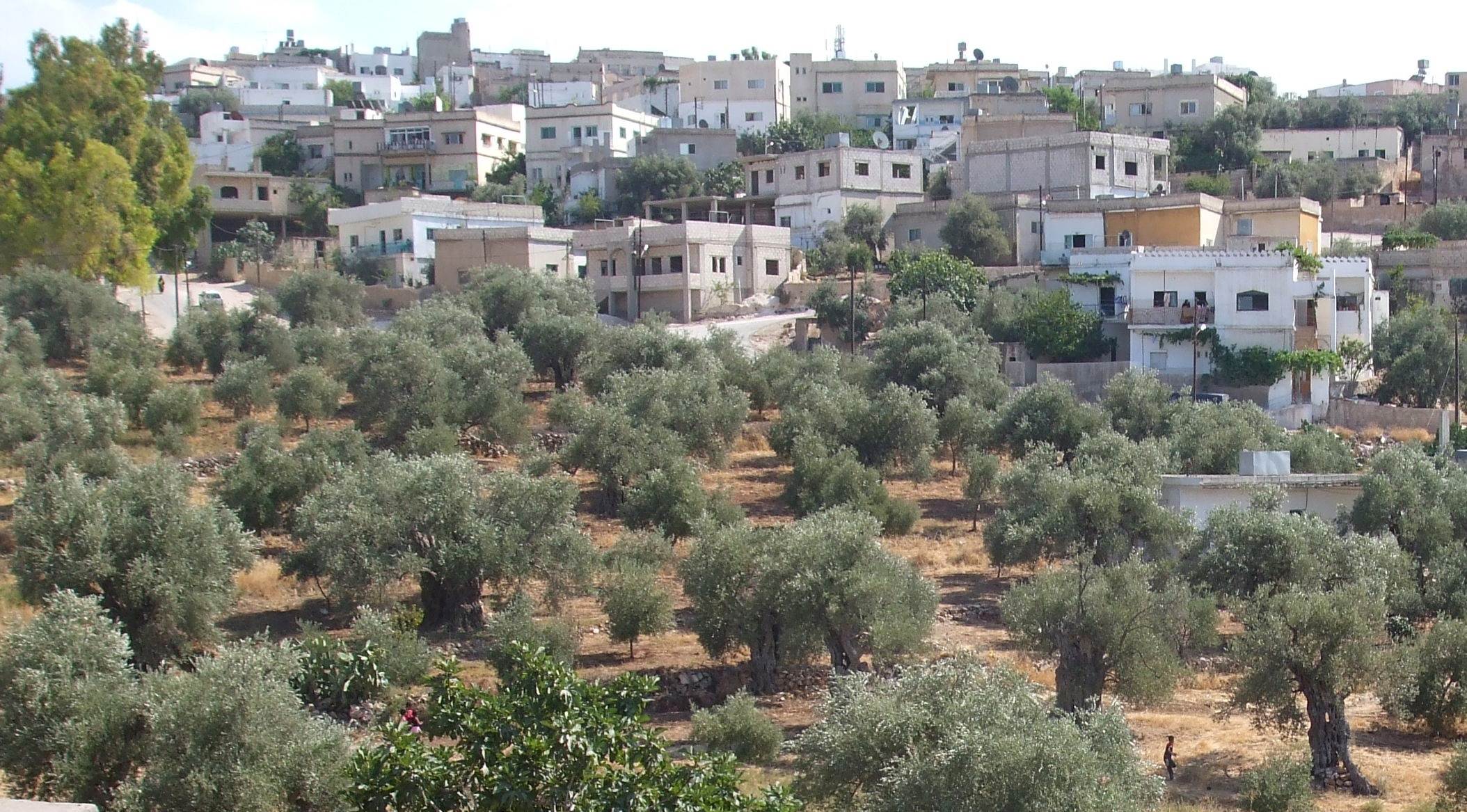
Fazendas de oliva numa vila em Ajlun

Ajlun (em árabe: محافظة عجلون) é uma província da Jordânia, localizada ao norte de Amã, capital do país. A província de Ajlun tem a quarta maior densidade populacional no reino da Jordânia (após as províncias de Irbide, Gérasa e Balca), com uma densidade de 313,3 pessoas por quilômetro quadrado. Faz fronteira com a Gérasa a sudeste e com a província de Irbide a norte e a oeste.

## Divisões administrativas
O Artigo n° 14 do Sistema de Divisões Administrativas do Ministério do Interior divide a Província de Ajlun em dois departamentos:
- 1. Departamento da capital: inclui 50 cidades e vilas, com seu centro administrativo em Ajlun
- 2. Departamento de Cofranja: inclui 19 cidades e aldeias, com seu centro administrativo em Cofranja.

## O local
Ajlun tem uma das florestas mais bonitas da Jordânia, e é conhecida pelos seus longos invernos. É famosa também pelo seu castelo (Castelo de Ajlun), cujo antigo nome era "Alcalá de Saladino" (Qal'at Salah Ad-Dein). O castelo foi construído como uma guarnição para proteger Ajlun, numa geografia estratégica dos cruzados.
Por ter uma altitude elevada, Ajlun mantém uma média de temperaturas mínimas de 2.8C° e máximas de 8.2C°. A neve é um tipo de precipitação muito comum no inverno do local.

## Economia
A Província de Ajlun depende principalmente da agricultura. Segundo o Ministério da Agricultura da Jordânia (de acordo com estatísticas do ano de 2008 ) fazendas de oliveiras, vinhedos e pomares de frutas constituem uma área de 141,4 km2, que significa 34% da área do província.
As vilas e cidades mais notáveis ou importantes de Ajlun (exceto a própria Ajlun) são: Ain Jana, Cufranji, Anjara, Sacra, Ibbeen "Ebeen" e Hashmieh.